# Ōnishi Hideto
Ōnishi Hideto (大西 秀人) (sinh ngày 23 tháng 8 năm 1959) là chính khách người Nhật Bản. Hiện tại, ông đang giữ chức vụ làm thị trưởng thành phố Takamatsu kể từ ngày 2 tháng 5 năm 2007.